# An Teallach
An Teallach är ett berg i Storbritannien.   Det ligger i kommunen Highland och riksdelen Skottland, i den norra delen av landet, 800 km nordväst om huvudstaden London. Toppen på An Teallach är 1 062 meter över havet.
Terrängen runt An Teallach är huvudsakligen kuperad, men den allra närmaste omgivningen är bergig.Runt An Teallach är det mycket glesbefolkat, med 2 invånare per kvadratkilometer. Närmaste större samhälle är Ullapool, 12,6 km nordost om An Teallach. Trakten runt An Teallach består i huvudsak av gräsmarker.